# Santa Magdalena de la Pobla de Segur
Santa Magdalena de la Pobla de Segur és una antiga església romànica en ruïnes del terme de la vila de la Pobla de Segur, a la comarca del Pallars Jussà. Només se'n conserven les ruïnes. Està situada dalt de la Muntanya de Santa Magdalena, a ponent de la vila.